# آلفاکسالون
آلفاکسالون (انگلیسی: Alfaxalone) یک استروئید عصبی و بیهوشی عمومی است که در حال حاضر در دامپزشکی به عنوان یک عامل القایی برای بیهوشی و به عنوان یک بیهوشی تزریقی استفاده میشود. این دارو اگرچه گرانتر از سایر عوامل القایی است، اغلب به دلیل فقدان اثرات افسردگی بر سیستم قلبی عروقی ترجیح داده میشود. شایع ترین عارضه جانبی که در دامپزشکی کنونی دیده میشود، افسردگی تنفسی است که آلفاکسالون همزمان با سایر داروهای آرام بخش و بیهوشی تجویز میشود. هنگامی که پیش داروها داده نمی شود، بیماران دامپزشکی نیز هنگام بیدار شدن از خواب آشفته و حساس می شوند.
آلفاکسالون به عنوان یک تعدیل کننده مثبت آلوستریک روی گیرنده های گابا A و در غلظت های بالا به عنوان آگونیست مستقیم گیرنده گابا A عمل می کند. این دارو به سرعت توسط کبد پاک میشود و نیمه عمر نهایی نسبتاً کوتاهی به آن میدهد و از تجمع آن در بدن جلوگیری میکند و احتمال مصرف بیش از حد را کاهش میدهد.